# Chonta (Montero)
Chonta es un caserío peruano ubicado en el distrito de Montero, perteneciente a la provincia de Ayabaca del departamento de Piura, al norte del Perú. 

## Ubicación
Chonta se ubica al norte de la provincia de Ayabaca, en el distrito de Montero, en el departamento de Piura.

## Demografía
En 2017 Chonta tenía una población de 171 habitantes.
| Gráfica de evolución demográfica de Chonta entre 1993 y 2017 |
|                                                              |
| Fuentes: Población 1993 y 2017                               |